# Действующие чемпионы мира по боксу

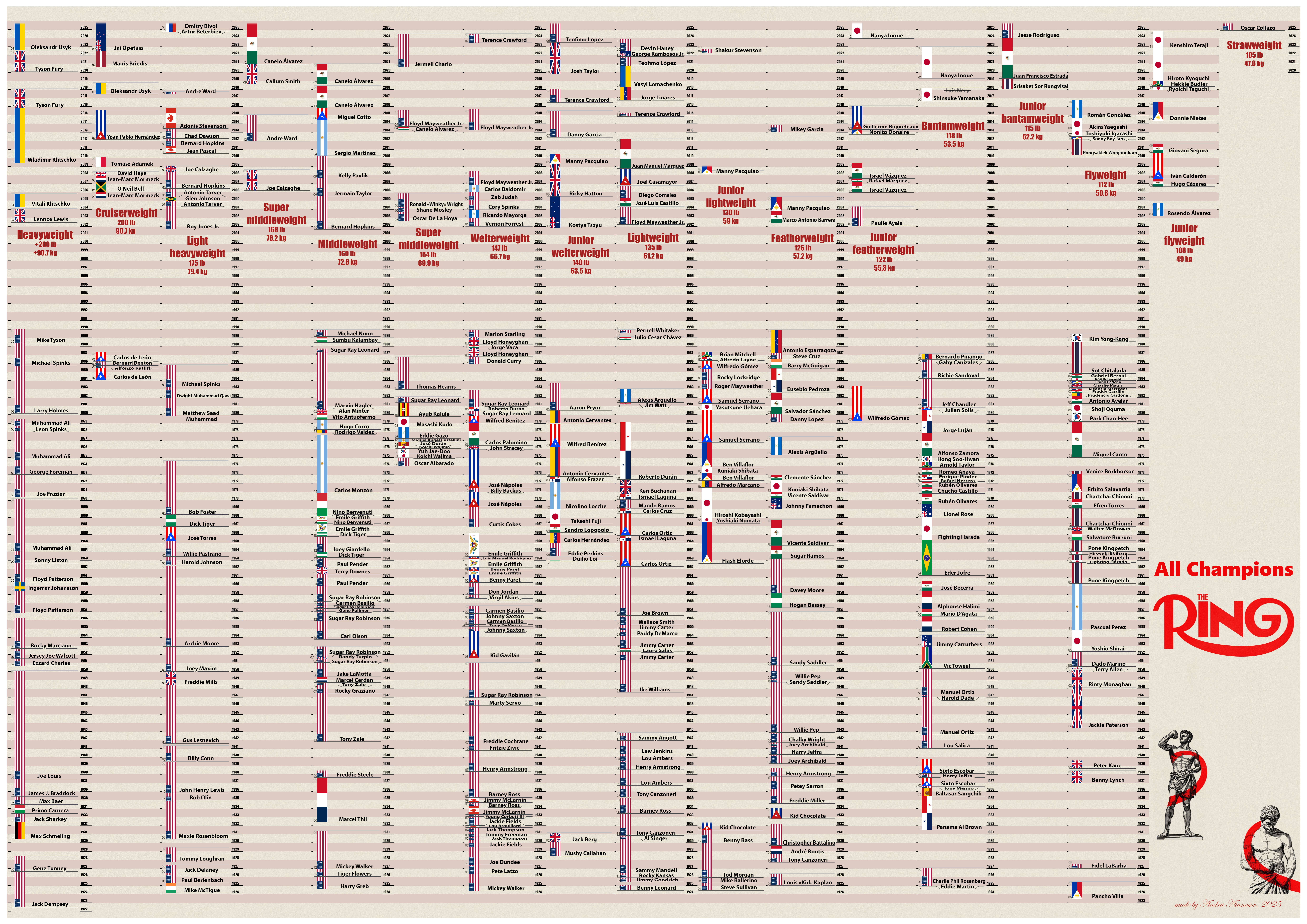
Все чемпионы мира по боксу по версии американского журнала The Ring

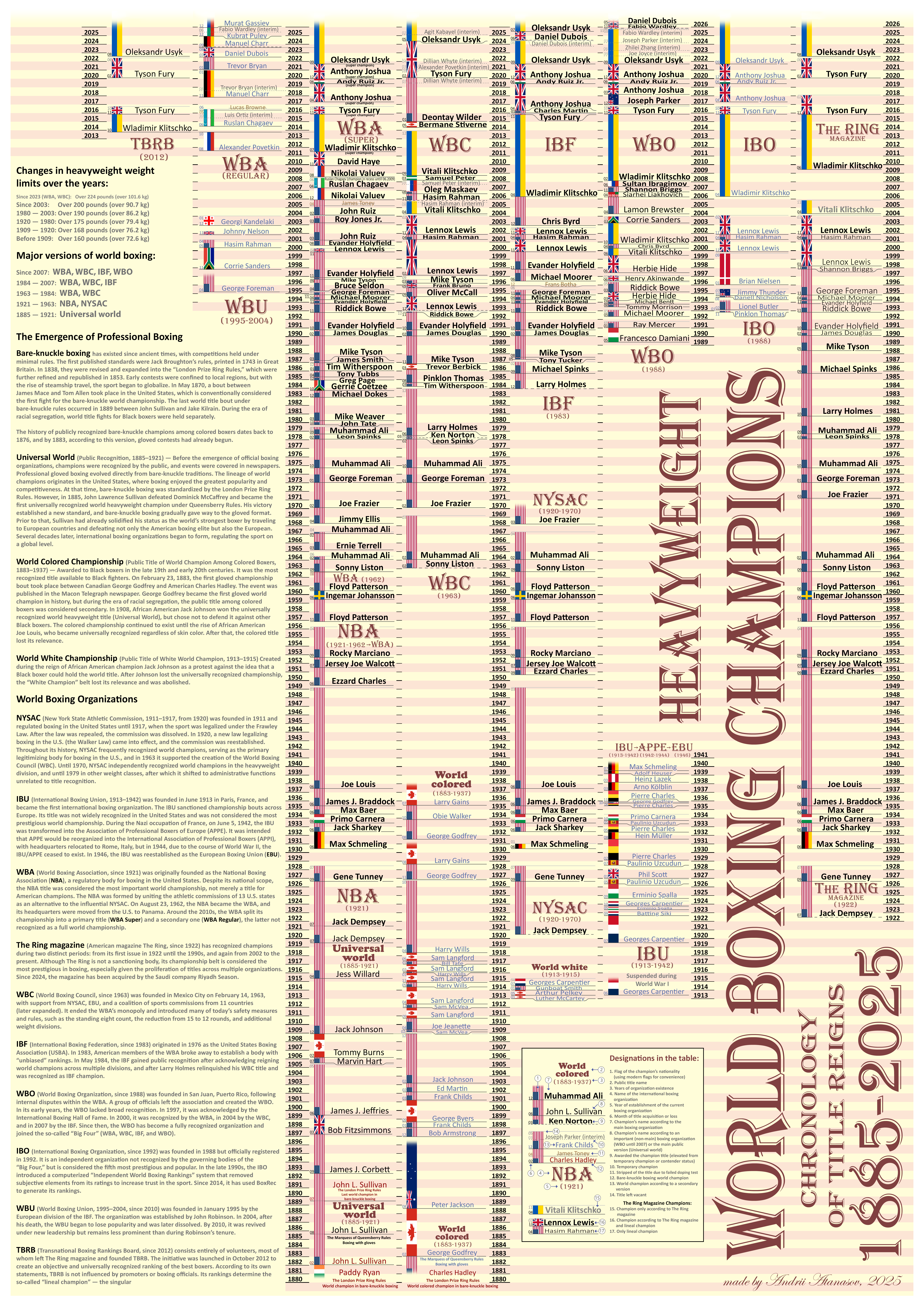
Список чемпионов мира по боксу в тяжёлом весе по всем самым престижным версиям

Это действующие чемпионы мира по боксу среди мужчин по версиям четырёх основных ассоциаций профессионального бокса и журнала Ринг (The Ring). Каждый чемпион представлен с записью результатов его боёв в формате: победы-поражения-ничьи-не определённые (победы нокаутом). Если количество ничейных поединков и боёв с неопределённым итогом равно нулю, то допускается их не указывать в записи.
Всемирная боксёрская ассоциация (ВБА, WBA) основана в 1921 году как Национальная боксерская ассоциация (НБА, NBA)— национальная ассоциация США. 23 августа, 1962 года, НБА (NBA) была преобразована в ВБА (WBA), а штаб-квартира переехала в Венесуэлу. В соответствии с правилами ВБА (WBA) боксёр, носящий титул чемпиона по версии ВБА (WBA) и одной из трёх других ассоциаций, получает специальный титул:
- «суперчемпион» (англ. super champion) для боксеров имеющих право защищать свой титул в боях с претендентами из других версий;

После этого обычный титул WBA становится вакантным и разыгрывается среди претендентов.
- WBA также практикует «распыление» своих поясов. В каждой из весовых категорий у WBA есть:
  - «суперчемпион» — который обязан защищать свой титул раз в два года с претендентами не обязательно из своей версии, и который не обязательно должен являться чемпионом и по одной из других версий.
  - «регулярный чемпион» — обычный чемпион, который обязан защищать титул против обязательного претендента по версии WBA
  - «временный чемпион» — по сути, первый номер рейтинга, но не обладающий правами обязательного претендента, но также имеющий «титул» чемпиона.

Всемирный боксёрский совет (ВБС, WBC) создан в Мехико, Мексика 14 февраля 1963 года как международная боксёрская организация. ВБС ввела многие современные требования по безопасности в боксе. Так, например, она установила предел в 12 раундов вместо 15 действовавших ранее и расширила набор весовых категорий.
Международная боксёрская федерация (МБФ, IBF) основана в сентябре 1976 года как Боксёрская ассоциация Соединённых Штатов (БАСШ, англ. United States Boxing Association, USBA). В апреле 1983 года в организации был создан международный дивизион (БАСШ-М, USBA-I). В мае 1984 года, размещенная в Нью-Джерси БАСШ-М была переименована в МБФ.
Всемирная боксёрская организация (ВБО, WBO) была создана в Сан-Хуане, Пуэрто-Рико в 1988. Девизом организации стал лозунг «Достоинство, Демократичность, Честность». Некоторые СМИ признают ВБО и включают её в свои списки чемпионов по боксу,
другие — нет.
Журнал о боксе Ринг (The Ring) основан в 1922 году. В 2002 году журнал Ринг (The Ring) создал свою систему определения чемпиона мира по боксу, которая «intended to reward fighters who, by satisfying rigid criteria, can justify a claim as the true and only world champion in a given weight class.» Есть три способа получить чемпионский титул по версии журнала Ринг: победить действующего чемпиона, объединить титулы ВБА (WBA), ВБС(WBC) и МБФ(IBF) или выиграть в матче, который проводится между первым и вторым номерами в рейтинге Ринга (в некоторых случаях — между первым и третьим номерами). Также в лишь трёх случаях чемпион теряет титул: проиграв бой за титул, перейдя в другую весовую категорию или закончив карьеру. (Ринг отказался от практики лишения чемпионского титула в порядке санкций за нарушение каких-либо условий.)

## Разъяснение таблицы
| Версия титула                                                                |
| Флаг, имя, фамилия Выигрыши-проигрыши-ничьи (нокауты) Дата завоевания титула |

## Действующие чемпионы

### Тяжёлый вес (свыше 90,7 кг; 200+ фунтов)
| ВБА (WBA)                                                    | ВБС (WBC)                                                    | МБФ (IBF)                                 | ВБО (WBO)                                                  | Ринг (The Ring)                              |
| Александр Усик суперчемпион 24-0 (15 KO) 25 сентября, 2021   | Александр Усик 24-0 (15 KO) 18 мая 2024                      | Александр Усик 24-0 (15 КО) 19 июля, 2025 | Александр Усик 24-0 (15 KO) 25 сентября, 2021              | Александр Усик 24-0 (15 KO) 20 августа, 2022 |
| Кубрат Пулев регулярный чемпион 32–3 (14 KO) 7 декабря, 2024 | Агит Кабайел временный чемпион 26-0 (18 KO) 22 февраля, 2025 | Александр Усик 24-0 (15 КО) 19 июля, 2025 | Джозеф Паркер временный чемпион 36-3 (24 КО) 8 марта, 2024 | Александр Усик 24-0 (15 KO) 20 августа, 2022 |
| Фабио Уордли временный чемпион 19-0-1 (18 КО) 7 июня, 2025   | Агит Кабайел временный чемпион 26-0 (18 KO) 22 февраля, 2025 | Александр Усик 24-0 (15 КО) 19 июля, 2025 | Джозеф Паркер временный чемпион 36-3 (24 КО) 8 марта, 2024 | Александр Усик 24-0 (15 KO) 20 августа, 2022 |

### Бриджервейт (до 101,6 кг; 224 фунтов)
| ВБА (WBA)                                                   | ВБС (WBC)                                             |
| Муслим Гаджимагомедов чемпион мира 6-0 (3 KO) 12 июля, 2024 | Кевин Лерена чемпион мира 31-4 (15 КО) 8 октября 2024 |

### Первый тяжёлый вес (до 90,7 кг; 200 фунтов)
| ВБА (WBA)                                                  | ВБС (WBC)                                | МБФ (IBF)                             | ВБО (WBO)                                      | Ринг (The Ring)                       |
| Хильберто Рамирес суперчемпион 48-1 (30 KO) 30 марта, 2024 | Баду Джек 29-3-3 (17 КО) 11 декабря 2024 | Джей Опетая 28-0 (22 КО) 18 мая, 2024 | Хильберто Рамирес 48-1 (30 KO) 16 ноября, 2024 | Джей Опетая 28-0 (22 КО) 2 июля, 2022 |

### Полутяжёлый вес (до 79,4 кг; 175 фунтов)
| ВБА (WBA)                                                      | ВБС (WBC)                                  | МБФ (IBF)                                   | ВБО (WBO)                                                   | Ринг (The Ring)                             |
| Дмитрий Бивол суперчемпион 24-1 (12 КО) 22 февраля, 2025       | Дэвид Бенавидес 30-0 (24 КО) 7 апреля 2025 | Дмитрий Бивол 24-1 (12 КО) 22 февраля, 2025 | Дмитрий Бивол 24-1 (12 КО) 22 февраля, 2025                 | Дмитрий Бивол 24-1 (12 КО) 22 февраля, 2025 |
| Дэвид Бенавидес регулярный чемпион 30-0 (24 КО) 1 февраля 2025 | Дэвид Бенавидес 30-0 (24 КО) 7 апреля 2025 | Дмитрий Бивол 24-1 (12 КО) 22 февраля, 2025 | Каллум Смит временный чемпион 31-2 (22 КО) 22 февраля, 2025 | Дмитрий Бивол 24-1 (12 КО) 22 февраля, 2025 |

### Второй средний вес (до 76,2 кг; 168 фунтов)
| ВБА (WBA)                                                   | ВБС (WBC)                                                     | МБФ (IBF)                                 | ВБО (WBO)                                 | Ринг (The Ring)                                |
| Сауль Альварес суперчемпион 63-2-2 (39 KO) 19 декабря, 2020 | Сауль Альварес 63-2-2 (39 KO) 19 декабря, 2020                | Сауль Альварес 63-2-2 (39 KO) 3 мая, 2025 | Сауль Альварес 63-2-2 (39 KO) 8 мая, 2021 | Сауль Альварес 63-2-2 (39 KO) 19 декабря, 2020 |
| Армандо Резендис временный чемпион 16-2 (11 KO) 31 мая 2025 | Кристиан М’Билли временный чемпион 29-0 (24 KO) 27 июня, 2025 | Сауль Альварес 63-2-2 (39 KO) 3 мая, 2025 | Сауль Альварес 63-2-2 (39 KO) 8 мая, 2021 | Сауль Альварес 63-2-2 (39 KO) 19 декабря, 2020 |

### Средний вес (до 72,6 кг; 160 фунтов)
| ВБА (WBA)                                                    | ВБС (WBC)                                | МБФ (IBF)                                        | ВБО (WBO)                                        | Ринг (The Ring) |
| Эрисланди Лара регулярный чемпион 31-3-3 (19 KO) 1 мая, 2021 | Карлос Адамес 24-1-1 (18 KO) 7 мая, 2024 | Жанибек Алимханулы 17-0 (12 KO) 14 октября, 2023 | Жанибек Алимханулы 17-0 (12 KO) 26 августа, 2022 | вакантно        |

### Первый средний вес (до 69,9 кг; 154 фунтов)
| ВБА (WBA)                                                | ВБС (WBC)                                                         | МБФ (IBF)                                      | ВБО (WBO)                                                      | Ринг (The Ring) |
| Теренс Кроуфорд 41-0 (31 КО) 3 августа, 2024             | Себастьян Фундора 23-1-1 (15 KO) 30 марта, 2024                   | Бахрам Муртазалиев 23-0 (17 KO) 6 апреля, 2024 | Ксандер Зайас 22-0 (13 КО) 26 июля, 2025                       | вакантно        |
| Йенис Теллес временный чемпион 10-0 (7 KO) 1 марта, 2025 | Верджил Ортис-мл. временный чемпион 23-0 (21 KO) 10 августа, 2024 | Бахрам Муртазалиев 23-0 (17 KO) 6 апреля, 2024 | Теренс Кроуфорд временный чемпион 41-0 (31 КО) 3 августа, 2024 | вакантно        |

### Полусредний вес (до 66,7 кг; 147 фунтов)
| ВБА (WBA)                                                  | ВБС (WBC)                                  | МБФ (IBF) | ВБО (WBO)                                       | Ринг (The Ring)                           |
| Джарон Эннис суперчемпион 34-0 (30 КО) 12 апреля, 2025     | Марио Барриос 29-2-2 (18 KO) 18 июня, 2024 | вакантно  | Брайан Норман мл. 28-0 (22 КО) 12 августа, 2024 | Джарон Эннис 34-0 (30 КО) 12 апреля, 2025 |
| Роландо Ромеро регулярный чемпион 17-2 (13 KO) 2 мая, 2025 | Марио Барриос 29-2-2 (18 KO) 18 июня, 2024 | вакантно  | Брайан Норман мл. 28-0 (22 КО) 12 августа, 2024 | Джарон Эннис 34-0 (30 КО) 12 апреля, 2025 |

### Первый полусредний вес (до 63,5 кг; 140 фунтов)
| ВБА (WBA)                                                         | ВБС (WBC)                                                 | МБФ (IBF)                                     | ВБО (WBO)                                | Ринг (The Ring)                          |
| Гэри Антуан Расселл суперчемпион 18-1 (17 KO) 1 марта, 2025       | Сабриэль Матиас 23-2 (22 KO) 12 июля, 2025                | Ричардсон Хитчинс 20-0 (8 KO) 8 декабря, 2024 | Теофимо Лопес 22-1 (13 KO) 10 июня, 2023 | Теофимо Лопес 22-1 (13 KO) 10 июня, 2023 |
| Алессандро Ринуччини временный чемпион 31-0 (27 KO) 11 июля, 2025 | Айзек Крус временный чемпион 28-3-1 (18 КО) 19 июля, 2025 | Ричардсон Хитчинс 20-0 (8 KO) 8 декабря, 2024 | Теофимо Лопес 22-1 (13 KO) 10 июня, 2023 | Теофимо Лопес 22-1 (13 KO) 10 июня, 2023 |

### Лёгкий вес (до 61,2 кг; 135 фунтов)
| ВБА (WBA)                                                   | ВБС (WBC)                                    | МБФ (IBF)                                   | ВБО (WBO) | Ринг (The Ring) |
| Джервонта Дэвис суперчемпион 30-0-1 (28 КО) 29 ноября, 2023 | Шакур Стивенсон 24-0 (11 KO) 16 ноября, 2023 | Рэймонд Мураталла 23-0 (17 KO) 9 июня, 2025 | вакантно  | вакантно        |

### Второй полулёгкий вес (до 59 кг; 130 фунтов)
| ВБА (WBA)                                                  | ВБС (WBC)                                 | МБФ (IBF)                                | ВБО (WBO)                                         | Ринг (The Ring) |
| Ламонт Роуч-младший 25-1-2 (10 КО) 25 ноября, 2023         | О'Шаки Фостер 23-3 (12 КО) 2 ноября, 2024 | Эдуардо Нуньес 28-1 (27 КО) 28 мая, 2025 | Эмануэль Наваррете 40-2-1 (32 КО) 3 февраля, 2023 | вакантно        |
| Джеймс Диккенс временный чемпион 36-5 (15 KO) 2 июля, 2025 | О'Шаки Фостер 23-3 (12 КО) 2 ноября, 2024 | Эдуардо Нуньес 28-1 (27 КО) 28 мая, 2025 | Эмануэль Наваррете 40-2-1 (32 КО) 3 февраля, 2023 | вакантно        |

### Полулёгкий вес (до 57,2 кг; 126 фунтов)
| ВБА (WBA)                            | ВБС (WBC)                                                   | МБФ (IBF)                                 | ВБО (WBO)                                     | Ринг (The Ring) |
| Ник Болл 23-0-1 (13 KO) 1 июня, 2024 | Стивен Фултон 23-1 (8 KO) 1 февраля, 2025                   | Анджело Лео 26-1 (12 KO) 10 августа, 2024 | Рафаэль Эспиноса 27-0 (23 KO) 9 декабря, 2023 | вакантно        |
| Ник Болл 23-0-1 (13 KO) 1 июня, 2024 | Брюс Керрингтон временный чемпион 16-0 (9 KO) 26 июля, 2025 | Анджело Лео 26-1 (12 KO) 10 августа, 2024 | Рафаэль Эспиноса 27-0 (23 KO) 9 декабря, 2023 | вакантно        |

### Второй легчайший вес (до 55,3 кг; 122 фунтов)
| ВБА (WBA)                                                           | ВБС (WBC)                             | МБФ (IBF)                                | ВБО (WBO)                             | Ринг (The Ring)                          |
| Наоя Иноуэ суперчемпион 30-0 (27 KO) 26 декабря, 2023               | Наоя Иноуэ 30-0 (27 KO) 25 июля, 2023 | Наоя Иноуэ 30-0 (27 KO) 26 декабря, 2023 | Наоя Иноуэ 30-0 (27 KO) 25 июля, 2023 | Наоя Иноуэ 30-0 (27 KO) 26 декабря, 2023 |
| Муроджон Ахмадалиев временный чемпион 14-1 (10 KO) 14 декабря, 2024 | Наоя Иноуэ 30-0 (27 KO) 25 июля, 2023 | Наоя Иноуэ 30-0 (27 KO) 26 декабря, 2023 | Наоя Иноуэ 30-0 (27 KO) 25 июля, 2023 | Наоя Иноуэ 30-0 (27 KO) 26 декабря, 2023 |

### Легчайший вес (до 53,5 кг; 118 фунтов)
| ВБА (WBA)                                                  | ВБС (WBC)                                     | МБФ (IBF)                                 | ВБО (WBO)                           | Ринг (The Ring)                           |
| Антонио Варгас временный чемпион 19-1 (11 KO) 17 мая, 2025 | Дзюнто Накатани 31-0 (24 KO) 24 февраля, 2024 | Дзюнто Накатани 31-0 (24 KO) 8 июня, 2025 | Ёсики Такеи 11-0 (9 KO) 6 мая, 2024 | Дзюнто Накатани 31-0 (24 KO) 8 июня, 2025 |
| Нонито Донэйр временный чемпион 43-8 (28 KO) 14 июня, 2025 | Дзюнто Накатани 31-0 (24 KO) 24 февраля, 2024 | Дзюнто Накатани 31-0 (24 KO) 8 июня, 2025 | Ёсики Такеи 11-0 (9 KO) 6 мая, 2024 | Дзюнто Накатани 31-0 (24 KO) 8 июня, 2025 |

### Второй наилегчайший вес (до 52,2 кг; 115 фунтов)
| ВБА (WBA)                                                    | ВБС (WBC)                                  | МБФ (IBF)                                              | ВБО (WBO)                                  | Ринг (The Ring)                            |
| Фернандо Мартинес 18-0 (9 KO) 7 июля, 2024                   | Джесси Родригес 22-0 (15 KO) 29 июня, 2024 | Виллибальдо Гарсия Перес 23-5-2-1 (13 KO) 23 мая, 2025 | Джесси Родригес 22-0 (15 KO) 20 июля, 2025 | Джесси Родригес 22-0 (15 KO) 29 июня, 2024 |
| Давид Хименес временный чемпион 16-1 (11 KO) 20 апреля, 2024 | Джесси Родригес 22-0 (15 KO) 29 июня, 2024 | Виллибальдо Гарсия Перес 23-5-2-1 (13 KO) 23 мая, 2025 | Джесси Родригес 22-0 (15 KO) 20 июля, 2025 | Джесси Родригес 22-0 (15 KO) 29 июня, 2024 |

### Наилегчайший вес (до 50,8 кг; 112 фунтов)
| ВБА (WBA)                           | ВБС (WBC)                                                           | МБФ (IBF)                                  | ВБО (WBO)                                 | Ринг (The Ring) |
| Кэн Сиро 25-1 (16 КО) 13 марта 2025 | Кэн Сиро 25-1 (16 КО) 13 октября 2024                               | Масамичи Ябуки 18-4 (17 KO) 29 марта, 2025 | Энтони Оласкуага 9-1 (6 KO) 20 июля, 2024 | вакантно        |
| Кэн Сиро 25-1 (16 КО) 13 марта 2025 | Франсиско Родригес временный чемпион 40-6-1-1 (27 KO) 21 июня, 2025 | Масамичи Ябуки 18-4 (17 KO) 29 марта, 2025 | Энтони Оласкуага 9-1 (6 KO) 20 июля, 2024 | вакантно        |

### Первый наилегчайший вес (до 49 кг; 108 фунтов)
| ВБА (WBA)                             | ВБС (WBC)                                    | МБФ (IBF)                                  | ВБО (WBO)                                | Ринг (The Ring) |
| Эрик Роса 8-0 (2 КО) 19 декабря, 2024 | Паня Прадабсри 44-2 (27 КО) 26 декабря, 2024 | Танонгсак Симсри 39-1 (34 КО) 19 июня, 202 | Рене Сантьяго 14-4 (9 КО) 12 марта, 2025 | вакантно        |

### Минимальный вес (до 47,6 кг; 105 фунтов)
| ВБА (WBA)                                 | ВБС (WBC)                                     | МБФ (IBF)                                  | ВБО (WBO)                              | Ринг (The Ring)                           |
| Оскар Коллазо 12-0 (9 KO) 16 ноября, 2024 | Мелвин Джерусалем 24-3 (12 КО) 31 марта, 2024 | Педро Тадуран 18-4-1 (13 КО) 28 июля, 2024 | Оскар Коллазо 12-0 (9 KO) 27 мая, 2023 | Оскар Коллазо 12-0 (9 KO) 16 ноября, 2024 |